# Kreissparkasse Limburg
Die Kreissparkasse Limburg ist eine Anstalt des öffentlichen Rechts mit Sitz in Limburg an der Lahn. Ihr Geschäftsgebiet ist der Altkreis Limburg. Rechtsgrundlagen sind das Sparkassengesetz für Hessen und die durch den Verwaltungsrat der Sparkasse erlassene Satzung. Organe der Sparkasse sind der Vorstand und der Verwaltungsrat. Verwaltungsratsvorsitzender ist jeweils der amtierende Landrat des Landkreises Limburg-Weilburg.

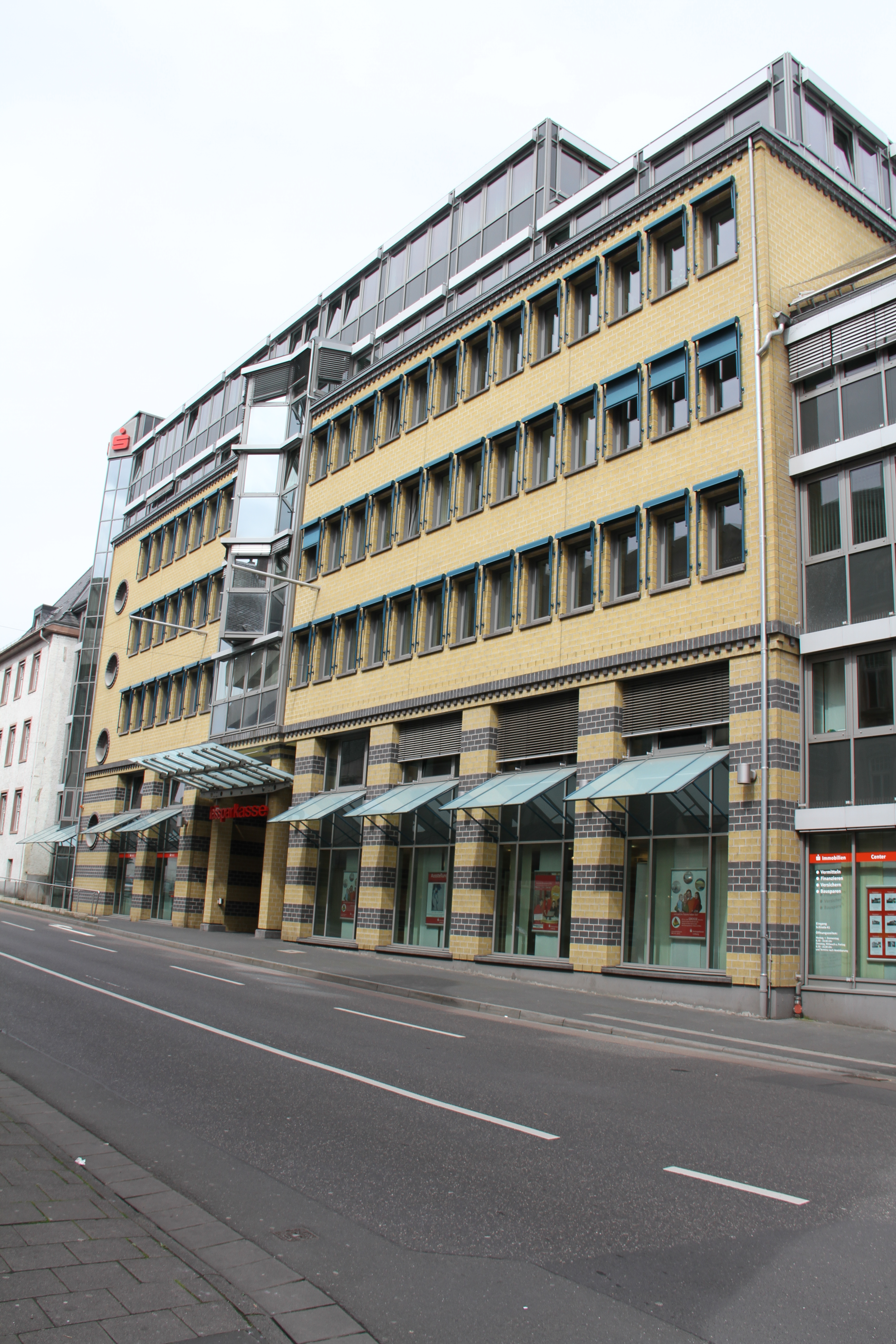
Größte Filiale der KSK Limburg in der Diezer Straße in Limburg

## Geschäftsstruktur
Die Kreissparkasse Limburg wies im Geschäftsjahr 2023 eine Bilanzsumme von 1,774 Mrd. Euro aus und verfügte über Kundeneinlagen von 1,397 Mrd. Euro. Gemäß der Sparkassenrangliste 2023 liegt sie nach Bilanzsumme auf Rang 255. Sie unterhält 29 Filialen/Selbstbedienungsstandorte und beschäftigt 345 Mitarbeiter. Die Bank ist Teil der Sparkassen-Finanzgruppe. Die Funktion der Sparkassenzentralbank nimmt die Landesbank Hessen-Thüringen für sie wahr.

## Geschichte
Die Gründung der Bank beschloss der Kreistag des Kreises Limburg am 10. Oktober 1907. Wichtiger Betreiber war Landrat Robert Büchting. Zuvor hatte er sich darüber mit mehreren Landräten benachbarter und weiter entfernter Kreise in beraten, die bereits Erfahrungen mit dort erfolgten Sparkassengründungen hatten. In ihrer Vorlage an den Kreistag hob die Kreisverwaltung in erster Linie das Schaffen von Spargelegenheiten für ärmere Bevölkerungskreise, daneben die Kreditvergabe an Einwohner und Kommunen sowie die Erwirtschaftung von Einnahmen für den Kreis selbst als Begründung für das Errichten einer Sparkasse hervor.
Wirksam wurde die Gründung zum 1. Februar 1908. Zu diesem Zeitpunkt gab es in Deutschland bereits nahezu 3000 Sparkassen. Es handelte sich also um eine vergleichsweise späte Gründung. Landrat Büchting wurde erster Vorstandsvorsitzender. Erster Sitz der Sparkasse war das Landratsamt „In der Erbach“ in Limburg. 1926 erfolgte gemeinsam mit der Kreisverwaltung der Umzug in das neu gebaute und bis heute als solches genutzte Kreishaus in Limburg. In den 1930er Jahren gab es Pläne für den Bau eines eigenen Geschäftshauses, die wegen des Zweiten Weltkriegs jedoch nicht verwirklicht wurden. 1958 entstand schließlich ein Neubau unweit des bisherigen Geschäftssitzes, der bis heute die Zentrale der Kreissparkasse Limburg beherbergt.

### Historische Geschäftsentwicklung
In den ersten 20 Jahren nach 1908 wuchs die Zahl der Sparkonten auf rund 20.000 an. Die Einlagen erreichten bis 1921, zu Beginn der Hyperinflation einen Stand von fast 22 Millionen Mark, die Einlagen von nahezu 40 Millionen. Nach der Inflation stiegen die Zahl der Konten bis 1933 auf rund 7500, die Summe der Einlagen auf rund 6,1 Millionen und die Bilanzsumme auf rund 6,5 Millionen Reichsmark. In den folgenden Jahren führten unter anderem gesetzliche Bestimmungen zu einem sprunghaften Anstieg der Kontenzahlen. 1939 wurden fast 20.000 Konten, 11,5 Millionen Reichsmark Einlagen und gut 12 Millionen Reichsmark Bilanzsumme erfasst. Bis zur Währungsreform 1948 überschritt die Anzahl der Konten die 30.000er-Marke und die Bilanzsumme 52 Millionen Reichsmark. Die Einlagensumme von rund 50 Millionen Reichsmark wurde durch die Währungsreform auf 2,8 Millionen D-Mark festgeschrieben. Bis Ende 1957 stiegen die Einlagen auf fast 24 Millionen D-Mark.

## Sparkassen-Stiftung Limburg-Weilburg
Die am 6. November 2007 von den beiden im Landkreis ansässigen Kreissparkassen Weilburg und Limburg gegründete Sparkassen-Stiftung Limburg-Weilburg soll Ausdruck deren gesellschaftlichen Engagements sein. Das anfängliche Stiftungsvermögen betrug 1 Mio. Euro.